# Deniz Naki
Deniz Naki (Düren, Nyugat-Németország, 1989. július 9. –) alevi kurd-német labdarúgó.

## Pályafutása
Deniz Naki a Bayer Leverkusenben kezdte pályafutását, de az első csapatban nem lépett pályára. 2009. február 2-án kölcsönadták a Rot Weiss Ahlennek, ahol tizenegy bajnokin négy gólt szerzett. Február 8-án debütált a másodosztályba; Marco Reus helyére állt be a 79. percben az Augsburg elleni találkozón.
2009. június 25-én távozott a Leverkusentől és három évre szóló szerződést írt alá a St. Pauli csapatával. November 2-án éles vitát váltott ki gólörömével a rivális Hansa Rostock elleni bajnokin. Az idény végén a St. Pauli feljutott a Bundesligába. 2012 nyarán a Padebornhoz írt alá.
Ezt követően a török Gençlerbirliği játékosa lett, de 2014. november 5-én felbontotta szerződését, miután állítása szerint rasszista támadások érték a városban. Később állítása szerint Isztambulban is támadások érték; miután egy csoport - állítása szerint az Iszlám Állam szélsőségesei - megtámadták és kurd származása miatt sértegették.
2015-től a török másodosztályú Amed SK játékosa lett. 2016 februárjában 12 mérkőzéses eltiltást és pénzbüntetést kapott, miután állítólag támogatást nyújtott a PKK-nak a kurd-török konfliktusban. A Bursaspor elleni győztes kupatalálkozót követően saját Facebook oldalán a megöltek emlékére és a sebesülteknek ajánlotta a győzelmet, mondván a kurd városokat számos helyen elnyomják az országban.
2018 januárjában rálőttek az utcán, autóját pedig felrobbantották.